# Humphrey Lyttelton
Humphrey Lyttelton (ur. 23 maja 1921 w Eton, zm. 25 kwietnia 2008 w Londynie) – brytyjski muzyk jazzowy (trębacz i klarnecista) oraz dziennikarz muzyczny.

## Życiorys
Był wnukiem 8. wicehrabiego Cobham, jednak jego ojciec – jako drugi z lordowskich synów – nie mógł liczyć na sukcesję tytułu i musiał zadowolić się pracą wychowawcy w szkolnym internacie. Humphrey miłością do jazzu zapałał jeszcze jako uczeń słynnej szkoły dla chłopców w swoim rodzinnym Eton, tam też (w 1936) założył swój pierwszy zespół, którego perkusistą był późniejszy słynny dziennikarz, Ludovic Kennedy. Po szkole pracował w przemyśle stalowym, co ukształtowało jego raczej lewicowe poglądy polityczne. W czasie II wojny światowej został zmobilizowany i walczył we Włoszech. W 1945, podczas uroczystości z okazji zakończenia wojny, po raz pierwszy wystąpił publicznie jako trębacz. Po demobilizacji przez 2 lata studiował grafikę. Następnie od 1949 do 1956 pracował jako rysownik w redakcji „Daily Mail”.
Równocześnie zdobywał coraz bardziej znaczącą pozycję na brytyjskiej scenie jazzowej, stając się jednym z odnowicieli jazzu tradycyjnego, czerpiącym bezpośrednio z nowoorleańskich korzeni tej muzyki. W 1956 napisany przez niego utwór Bad Penny Blues, jako jedyny w jego karierze i zarazem pierwszy w dziejach brytyjskiego jazzu, znalazł się na sześć tygodni w gronie 20 najchętniej kupowanych singli w Wielkiej Brytanii. W późniejszych latach kariery jego zainteresowania muzyczne poszerzały się – chętnie grywał również utwory sytuujące się w głównym nurcie jazzu.
Równolegle w 1967 rozpoczął pracę w BBC Radio 2, gdzie został prowadzącym swojego autorskiego pasma jazzowego pod nazwą Best of Jazz. Prowadził ten program co tydzień przez 40 lat. W kwietniu 2007 ogłosił, iż zamierza ograniczyć swoje radiowe występy do dwóch kwartałów w roku, by mieć więcej czasu na inne projekty. Od tego czasu Best of Jazz produkowane było w trwających po trzy miesiące i emitowanych dwa razy do roku seriach. W marcu 2008 postanowił całkowicie wycofać się z prowadzenia programu. W 1972 został także prowadzącym programu komediowego I’m Sorry I’Haven’t a Clue, emitowanego aż do jego śmierci na antenie BBC Radio 4. Audycja ta dała mu popularność również poza środowiskiem miłośników jazzu. Był również autorem 10 książek, w których historia jego własnego życia przeplata się z historią jazzu.
Lyttelton aż do ostatnich dni przed śmiercią występował także na scenie, będąc liderem zespołu The Humphrey Lyttelton Band. Był także właścicielem niewielkiej wytwórni płytowej Caligraph (która wzięła nazwę od hobby swego założyciela – kaligrafii). Był nominowany do tytułu szlacheckiego, lecz odmówił jego przyjęcia.
16 kwietnia 2008 został przyjęty do Szpitala Barnet w Londynie, gdzie poddał się operacji usunięcia tętniaka aorty. Zmarł kilka dni później, 25 kwietnia, ok. godz. 19.00 czasu londyńskiego. Miał 86 lat. BBC w swoim pożegnaniu określiło go mianem „ojca brytyjskiego jazzu” i „być może najbardziej wpływowego wykonawcy jazzu w Wielkiej Brytanii”.